# Tarantói-öböl
A Tarantói-öböl (olaszul Golfo di Taranto, tarantói dialektusban Gurfe de Tarde, latinul Sinus Tarentinus) a Jón-tenger egyik öble Olaszország déli részén. A nagyjából négyzet alakú öböl 140 km hosszú és ugyanannyi széles. Nyugaton a Calabriai-félsziget (legnyugatibb pontja a Colonna-fok), keleten pedig a Salentói-félsziget határolja (legkeletibb pontja a Santa Maria di Leuca-fok). Partján három olaszországi régió osztozik: Puglia, Basilicata és Calabria. A legfontosabb folyók, amelyek az öbölbe ömlenek a Crati, a Basento, Agri és Sinni. Kevés szigete van, ezek közül a legnagyobbak a Cheradi-szigetek Taranto városának partjai előtt. 
Az öbölparti legjelentősebb városok Taranto és Gallipoli. Az ókorban a görögök számos gyarmatvárost alapítottak partjain, melyek közül a legjelentősebbek Króton, Heraclea, Thurioi és Szübarisz.